# Chilly-le-Vignoble
Chilly-le-Vignoble là một xã của tỉnh Jura, thuộc vùng Bourgogne-Franche-Comté, miền đông nước Pháp.